# Big Me
Big Me is een nummer van de Amerikaanse alternatieve rockband Foo Fighters uit 1996. Het is de vierde single van hun titelloze debuutalbum.

## Achtergrondinformatie
"Big Me" is een rockballad geschreven voor Jennifer Youngblood, de eerste vrouw van Dave Grohl. Het nummer is vooral bekend vanwege de bijbehorende videoclip, waarin reclame werd gemaakt voor het niet bestaande snoepje "Footos", een parodie op Mentos. Als gevolg hiervan was dat fans de Foo Fighters bekogelden met Mentos als zij dit nummer live speelden. De band besloot hierom voor lange tijd te stoppen met het spelen van dit nummer. Nadat Weezer het nummer coverde tijdens de Foozer tour, besloten de Foo Fighters het nummer weer live te spelen.
Het nummer bereikte in Amerika de 13 positie in de Radio Songs-lijst van Billboard. In het Nederlandse taalgebied wist de plaat geen hitlijsten te bereiken.

## Tracklijst
- Cd-single

1. "Big Me"
2. "Floaty"
3. "Gas Chamber"
4. "Alone + Easy Target"

- 7"

1. "Big Me"
2. "Floaty"
3. "Gas Chamber"